# Air Above Mountains (Buildings Within)
Air Above Mountains (Buildings Within) ist ein Jazz-Album von Cecil Taylor, das bei einem Solo-Konzert im Schloss Moosham im Bezirk Tamsweg (Land Salzburg) am 20. August 1976 aufgenommen wurde. Das Album erschien zunächst 1978 in gekürzter Form als LP bei Enja, bevor der vollständige Mitschnitt 2002 als Compact Disc veröffentlicht wurde.

## Das Album
In den 1970er Jahren wurden mehrere Soloalben Taylors veröffentlicht. Das Album entstand anlässlich eines Open-Air-Festivals, das Friedrich Gulda auf Schloss Moosham kuratierte. Dort traf Taylor auch auf weitere Musiker wie Gulda, mit dem er im Duo spielte, aber auch auf Albert Mangelsdorff, Stu Martin, Barre Phillips, John Surman sowie Ursula Anders; der Mitschnitt erschien auf Guldas Album Nachricht vom Lande.
Vorausgegangen war dem Auftritt in Österreich Taylors Solokonzert von 1974 auf dem Montreux Jazz Festival; der Pianist hatte dort sein fünfteiliges Werk Silent Tongues gespielt, ergänzt um zwei Zugaben. Erschienen ist es auf dem gleichnamigen Album Silent Tongues (1201 Music), das 1974 Jazz-Album des Jahres im internationalen Kritiker-Poll des Down Beat wurde.
In Silent Tongues „bewegte sich Taylor geschickt zwischen quasi-klassischen Stimmungen und eruptiven Vulkanen der Dissonanz“, schrieb Ted Gioia:

„Air Above Mountains (Buildings Within), Fly, Fly, Fly, Fly, Fly [und] Indent runden dieses Bild eines Keyboarders als menschliche Haubitze ab. In solchen Momenten gelingt es Taylor, das Piano-Solo zu einer athletischen Zurschaustellung zu machen: Niemand im Jazz – oder in jeder anderen Musik[richtung] – hat die Tasten so aggressiv attackiert, hat solch großartige Klänge geschaffen und das Instrument derart überfordert. Man erwartet, dass Saiten reißen und Stücke von Elfenbein und Ebenholz von den Tasten fallen. Die Erfahrung, Taylor in so einem Moment zu erleben, kann selbst Gegner des Free Jazz durch die überzeugende Kraft seines Genies bezwingen.“

Gary Giddins geht auf die besondere Funktion der Zugabe in Taylors Solokonzerten ein; „in ihrer ausgesprochenen Kürze hat sie den Effekt, den Vorhang des Zauberers zu lüften und zu ermöglichen, in relativer Abgeschiedenheit einige seiner Tricks zu verstehen.“ In Air Above Mountains erinnert diese an Ray Nobles Titel The Very Thought of You von 1934.

## Titelliste
- Cecil Taylor: Air Above Mountains (Buildings Within) (Enja 3005 ST)
  1. Air Above Mountains (Buildings Within) part 1 – 44:22
  2. Air Above Mountains (Buildings Within) part 2 – 31:53

## Rezeption

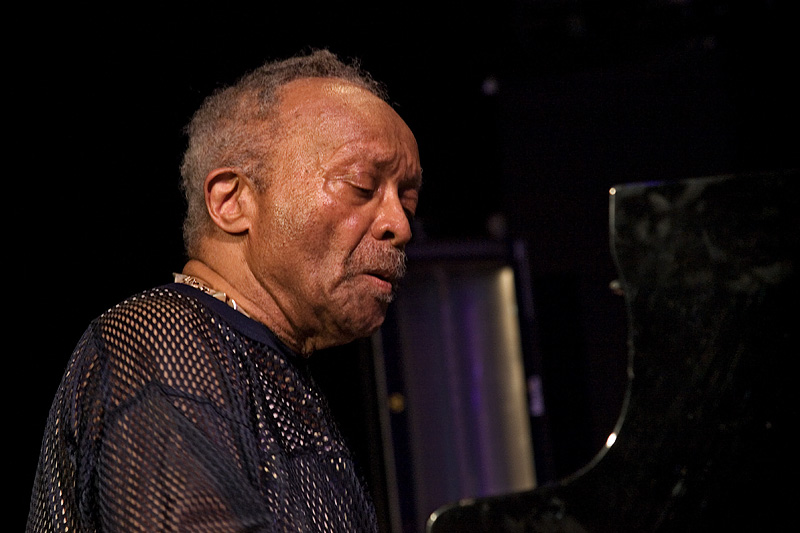
Cecil Taylor (Moers Festival 2008)

Für Scott Yanow ist Taylors Solospiel Musik, der nie die Energie ausgeht. Taylor spielt das Klavier wie ein Drumset, mit einer Emphase donnernder Klänge; die verlässt er nur gelegentlich für ruhigere lyrische Passagen, welche ebenso mit einem großen Maß an Spannung versehen sind.
In der Besprechung für den AllMusic, der das Album mit vier Sternen auszeichnete, schrieb Scott Yanow: „Bis auf einige kurze Momente ist seine Musik ziemlich intensiv, perkussiv, vollgestopft und überflutet von Leidenschaft. Taylors langjährige Fans werden hier viel Bewundernswertes finden, während ‚Newcomer‘ gut beraten sind, sich zunächst seinen früheren (und weniger dissonanten) Sessions aus den 1950er-Jahren zuzuwenden.“
Das britische Musikmagazin Gramophone schrieb: Die Luft in Osterreich stimulierte Taylor 1976 zu einem seiner inspiriertesten Solo-Sets. Ursprünglich nur in Ausschnitten auf einer LP erschienen, ist die nun vollständige Fassung sinnvoll. Die wunderbar klare und detailreiche Aufnahme macht dies zu einem exzellenten Beispiel der Soli dieses Pianisten.
Der französische Jazz Hot notiert: Auf dieser CD ist die pure Energie des Konzerts [eingefangen], freigesetzt durch die breite Klangfülle des Bösendorfer.
Richard Cook und Brian Morton bewerteten das Album in The Penguin Guide to Jazz mit 3½ (von 4) Sternen.
Craig Taborn bezeichnete Taylors Konzertmitschnitt als Vorbild für sein ECM-Album Avenging Angel (2011).

## Editorische Hinweise
Das Album erschien 1978 in Europa bei Enja Records (3005 ST) und in den Vereinigten Staaten in Lizenz bei Inner City Records (IC 3021) in auf 51 Minuten gekürzter Form. 2002 wurde das Konzert in der vollständigen und remasterten Fassung auf Compact Disc wiederveröffentlicht., ebenso in Japan auf Ward Records (TKCW-3219).